# Clasificadores en chino
Los clasificadores chinos (chino tradicional: 量詞; chino simplificado: 量词; pinyin: liàngcí; cantonés (Yale): leung4 chi4) son aquellas palabras o clasificadores que se usan junto a los numerales para definir la unidad de medida de un sustantivo, estos clasificadores dividen a los nombres en clases semánticas. En otros idiomas también existen clasificadores, por ejemplo en español se dice: "un vaso de agua" o "tres litros de agua" o "un puñado de dólares", en donde "vaso", "litro" y "puñado" están funcionando como clasificadores.
En el idioma chino todos los sustantivos son incontables y los sustantivos no cambian morfológicamente para distinguir singular de plural, por lo que la utilización del clasificador se hace obligatoria gramaticalmente, de tal manera que el uso de este tipo de partículas está muy desarrollado y normalmente tienen una presencia señalada en gramáticas y diccionarios.
Se pueden distinguir dos tipos de clasificadores, los nominales y los verbales. Los verbales se utilizan para cuantificar verbos y la cantidad de tiempo que tiene prioridad.
La elección de uno u otro clasificador depende del sustantivo con el que va asociado, pero también de las preferencias y la cultura del hablante. Por ejemplo, para decir "tres coches", algunas personas prefieren decir 三部車 (sān bù chē; en chino simplificado, 三部车), mientras que otras dicen 三台車 (sān tái chē; en chino simplificado, 三台车). Otras incluso, dicen 三輛車 (sān liàng chē; en chino simplificado, 三辆车), y, finalmente, en cantonés es 三架車 (sāām jià chē: en chino simplificado, 三架车), y, excluyendo el conflicto entre los dialectos chinos, los tres clasificadores se utilizan para decir lo mismo. 
Algunos clasificadores son unidades de medida que todas las lenguas tienen, como, por ejemplo, la palabra kilómetro, pero en muchas ocasiones, dado el gran desarrollo de este tipo de partículas en el idioma chino, no hay traducción literal posible.
La primera columna muestra la versión tradicional del carácter; la segunda, la versión simplificada, si es diferente a la tradicional; la tercera, la pronunciación en pinyin; la cuarta, la pronunciación cantonesa en Yale; la quinta, los usos principales del clasificador; y, finalmente, la palabra entre comillas muestra el significado literal del clasificador, explicando su uso en caso necesario. 

## Clasificadores nominales

### Unidades reales
| Trad.              | Simp.    | Pinyin        | Cantonés             | Usos principales                                                                             |
| Tiempo             | Tiempo   | Tiempo        | Tiempo               | Tiempo                                                                                       |
| ------------------ | -------- | ------------- | -------------------- | -------------------------------------------------------------------------------------------- |
| 秒                 |          | miǎo          | miu5                 | segundo                                                                                      |
| 分                 |          | fēn           | fan1                 | minuto                                                                                       |
| 刻                 |          | kè            | hak1 haak1           | cuarto de hora, 15 minutos (sobre todo en dialectos como el shanghainés, y en traducciones)  |
| 小時               | 小时     | xiǎoshí       | siu2 si4             | hora                                                                                         |
| 鐘                 | 钟       | zhōng         | jung1                | hora (en el sur de China)                                                                    |
| 時辰               | 时辰     | shíchén       | si4 san4             | 2 horas (arcaico)                                                                            |
| 天                 |          | tiān          | tin1                 | día                                                                                          |
| 日                 |          | rì            | yat6                 | día                                                                                          |
| 年                 |          | nián          | nin4                 | año                                                                                          |
| 載                 | 载       | zǎi           | joi2 joi3            | año                                                                                          |
| 世紀               | 世纪     | shìjì         | sai3 gei2            | siglo                                                                                        |
| Peso/masa          |          |               |                      |                                                                                              |
| 克                 |          | ke4           | hak1 haak1           | gramo                                                                                        |
| 斤                 |          | jīn           | gan1                 | libra, medio kilo                                                                            |
| 公斤               |          | gōngjīn       | gung1 gan1           | kilogramo                                                                                    |
| 千克               |          | qiānkè        | chin1 hak1 / haak1   | kilogramo                                                                                    |
| 噸                 | 吨       | dūn           | deun1                | tonelada                                                                                     |
| Longitud/distancia |          |               |                      |                                                                                              |
| 公分               |          | gōngfēn       | gung1 fan1           | centímetro                                                                                   |
| 厘米               |          | límǐ          | lei4 mai5            | centímetro (de uso muy raro)                                                                 |
| 寸                 |          | cùn           | chyun3               | pulgada china                                                                                |
| 吋                 |          | cùn           | chyun3               | pulgada británica                                                                            |
| 尺                 |          | chǐ           | che2 / chek3         | pie chino                                                                                    |
| 呎                 |          | chǐ           | chek3                | pie británico                                                                                |
| 英尺               |          | yīngchǐ       | ying1 chek3          | pie británico                                                                                |
| 公尺               |          | gōngchǐ       | gung1 chek3          | metro                                                                                        |
| 米                 |          | mǐ            | mai5                 | metro (técnico)                                                                              |
| 里                 |          | lǐ            | lei5                 | "lǐ", un tercio de milla aproximadamente                                                     |
| 哩                 |          | lǐ            | le1 / lei5 / li1     | milla británica                                                                              |
| 英里               |          | yīnglǐ        | ying1 lei5           | milla británica                                                                              |
| 公里               |          | gōnglǐ        | gung1 lei5           | kilómetro                                                                                    |
| 天文單位           | 天文单位 | tiānwéndānwèi | tin1 man4 daan1 wai2 | "unidad astronómica"                                                                         |
| 光年               |          | guāngnián     | gwong1 nin4          | año luz                                                                                      |
| 秒差距             |          | miǎochājù     | miu5 cha1 geui6      | pasos                                                                                        |
| Moneda             |          |               |                      |                                                                                              |
| 圓                 | 元       | yuán          | yun4                 | yuán, "¥" (divisa principal: se pueden utilizar ambas formas)                                |
| 塊                 | 块       | kuài          | faai3                | yuán, "¥" (palabra de argot, como "pasta")                                                   |
| 角                 | 交       | jiāo          | gok3 / luk6          | jiāo, moneda de 10 céntimos (se pueden utilizar ambas formas en un texto tradicional)        |
| 毫                 | 毛       | máo           | hou4                 | jiāo, moneda de 10 céntimos (argot; se pueden utilizar ambas formas en un texto tradicional) |
| 分                 |          | fēn           | fan1 / fan6          | fēn, céntimos                                                                                |

### Otros calificadores nominales
| Trad. | Simp. | Pinyin  | Usos principales |
| 把    |       | bǎ      | "puñado" — objetos que se pueden coger.                                                                                  |
| 班    |       | bān     | servicios programados (trenes, etc.)                                                                                     |
| 包    |       | bāo     | paquetes, fajo |
| 杯    |       | bēi     | copa — bebidas |
| 本    |       | běn     | volumen — relacionado con material impreso (libros, etc.)                                                                |
| 筆    | 笔    | bǐ      | grandes cantidades de dinero                                                                                             |
| 部    |       | bù      | novelas, películas |
| 册    |       | cè      | volúmenes de libros |
| 層    | 层    | céng    | piso, capa — edificios, etc.                                                                                             |
| 場    | 场    | chǎng   | espectáculos públicos, juegos                                                                                            |
| 床    |       | chuáng  | cama — mantas, láminas                                                                                                   |
| 次    |       | cì      | tiempo — oportunidades, accidentes                                                                                       |
| 袋    |       | dài     | todo aquello que tenga forma de bolsa o bolsillo y que esté lleno                                                        |
| 道    |       | dào     | proyecciones lineales (rayos de luz, etc.), órdenes dadas por una autoridad                                              |
| 滴    |       | dī      | agua, sangre y todo tipo de fluidos                                                                                      |
| 點    | 点    | diǎn    | ideas, sugerencias |
| 頂    | 顶    | dǐng    | objetos que sobresalen (sombreros, etc.)                                                                                 |
| 棟    | 栋    | dòng    | pilar, utilizado para edificios                                                                                          |
| 堵    | 都    | dǔ      | muros y herramientas que envuelven a un profesional                                                                      |
| 段    |       | duàn    | tramo contiguo — cables, calzadas, etc.                                                                                  |
| 對    | 对    | duì     | pareja — gente |
| 頓    | 顿    | dùn     | ágapes |
| 朵    |       | duǒ     | flores, nubes |
| 份    |       | fèn     | porciones |
| 封    |       | fēng    | cartas, correo |
| 幅    |       | fú      | obras de arte (pinturas, etc.)                                                                                           |
| 服    |       | fù      | dosis — medicina (china)                                                                                                 |
| 副    |       | fù      | objetos que normalmente vienen en parejas (guantes, zapatos, etc.)                                                       |
| 個    | 个    | ge (gè) | objetos individuales, personas — se usa este calificador con cualquier nombre, si se desconoce el calificador adecuado.  |
| 根    |       | gēn     | objetos finos y/o alargados (agujas, pilares, etc.)                                                                      |
| 股    |       | gǔ      | flujos (de aire, etc.)                                                                                                   |
| 行    |       | háng    | objetos que forman líneas (palabras, etc.)                                                                               |
| 盒    |       | hé      | caja pequeña — casetes, etc.                                                                                             |
| 户    |       | hù      | familias |
| 伙    |       | huǒ     | clasificador despectivo para bandas de delincuentes                                                                      |
| 家    |       | jiā     | reunión de gente (familias, empresas, etc.)                                                                              |
| 架    |       | jià     | aviones, pianos |
| 間    | 间    | jiān    | habitaciones |
| 件    |       | jiàn    | materias, ropa, etc. |
| 節    | 节    | jié     | sección — de bambú, etc.                                                                                                 |
| 屆    | 届    | jiè     | reuniones o sesiones programadas regularmente                                                                            |
| 句    |       | jù      | líneas, frases, etc. |
| 棵    |       | kē      | árboles y flora similar                                                                                                  |
| 顆    | 颗    | kē      | objetos pequeños (corazones, perlas, dientes, etc.) y objetos que parecen pequeños (planetas distantes, estrellas, etc.) |
| 口    |       | kǒu     | gente de pueblo, miembros de una familia                                                                                 |
| 塊    | 块    | kuài    | trozo, pieza — tierra, piedras, etc.; pasteles, pan (pero no rebanadas), etc.                                            |
| 類    | 类    | lèi     | objetos del mismo tipo                                                                                                   |
| 粒    |       | lì      | cereales |
| 輛    | 辆    | liàng   | coches, bicicletas, etc.                                                                                                 |
| 列    |       | liè     | trenes |
| 枚    |       | méi     | medallas |
| 門    | 门    | mén     | objetos o hechos correspondientes a la universidad (cursos, etc.)                                                        |
| 面    |       | miàn    | objetos planos y lisos (espejos, banderas, etc.)                                                                         |
| 名    |       | míng    | personas de alta graduación o calificación (doctores, abogados, políticos, realeza, etc.)                                |
| 排    |       | pái     | objetos ordenados en filas (sillas, etc.)                                                                                |
| 盤    | 盘    | pán     | objetos planos (videocassettes, etc.)                                                                                    |
| 批    |       | pī      | personas, bienes, etc.                                                                                                   |
| 匹    |       | pǐ      | caballos y otros animales de montura, rollos de ropa                                                                     |
| 篇    |       | piān    | diarios, artículos, etc.                                                                                                 |
| 片    |       | piàn    | rebanada — objetos planos, tarjetas, rebanadas de pan, etc.                                                              |
| 瓶    |       | píng    | botella — bebidas |
| 期    |       | qī      | revistas |
| 群    |       | qún     | grupo, montón |
| 扇    |       | shàn    | puertas, ventanas |
| 首    |       | shǒu    | canciones, poemas, música, etc.                                                                                          |
| 束    |       | shù     | ramos |
| 雙    | 双    | shuāng  | objetos vendidos por pares (guantes, zapatos, etc.)                                                                      |
| 艘    |       | sōu     | naves |
| 所    |       | suǒ     | edificios |
| 台    |       | tái     | objetos pesados (televisores, ordenadores, etc.) y funciones (teatro, etc.)                                              |
| 堂    |       | táng    | periodos de clases, muebles                                                                                              |
| 趟    |       | tàng    | servicios de transporte programados (autobús, metro, etc.)                                                               |
| 套    |       | tào     | colección — libros, revistas, coleccionables, etc.                                                                       |
| 題    | 题    | tí      | clasificador de preguntas                                                                                                |
| 條    | 条    | tiáo    | objetos largos y estrechos                                                                                               |
| 頭    | 头    | tóu     | cabeza — algunos animales (cerdos, vacas, etc.), cabello                                                                 |
| 團    | 团    | tuán    | pelota — |
| 位    |       | wèi     | clasificador educado de persona ("Honorable señor")                                                                      |
| 項    | 项    | xiàng   | proyectos |
| 樣    | 样    | yàng    | artículos de atributos divergentes                                                                                       |
| 扎    |       | zhā     | bote, jarrón — bebidas como la cerveza, soda, zumo, etc. (se considera informal y propio del argot)                      |
| 盞    | 盏    | zhǎn    | aparatos eléctricos, bote de té, etc.                                                                                    |
| 張    | 张    | zhāng   | lámina — objetos planos (papel, mesas, etc.), caras, arcos, pinturas, billetes, constelaciones                           |
| 陣    | 阵    | zhèn    | ráfaga, explosión — hechos de corta duración (tempestades de relámpagos, ráfagas de viento)                              |
| 支    |       | zhī     | objetos parecidos a un palo (bolígrafos, palillos chinos, etc.)                                                          |
| 隻    | 只    | zhī     | uno de una pareja, algunos animales (pájaros, gatos, etc.)                                                               |
| 枝    |       | zhī     | forma alternativa de 支, puede ser usado para rifles y rosas                                                             |
| 種    | 种    | zhǒng   | tipos o clases de objetos                                                                                                |
| 組    | 组    | zǔ      | colecciones, filas, series, pilas                                                                                        |
| 座    |       | zuò     | grandes estructuras o montañas                                                                                           |

## Clasificadores verbales
| Trad. | Simp. | Pinyin | Cantonés      | Usos principales                                                                       |
| ----- | ----- | ------ | ------------- | -------------------------------------------------------------------------------------- |
| 遍    |       | biàn   | bin3 pin3     | el número de veces que se ha completado una acción                                     |
| 場    | 场    | chǎng  | cheung4       | la duración de un hecho que ocurre hasta otro                                          |
| 次    |       | cì     | chi3          | veces (a diferencia de 遍, 次 se refiere al número de veces, se hayan completado o no) |
| 頓    | 顿    | dùn    | deun6         | acciones sin repetición                                                                |
| 回    |       | huí    | wui4          | hechos (uso coloquial)                                                                 |
| 聲    | 声    | shēng  | seng1 / sing1 | llantos, gritos, etc.                                                                  |
| 趟    |       | tàng   | tong3         | viajes, visitas, etc.                                                                  |
| 下    |       | xià    | ha5 / ha6     | acciones breves y normalmente inesperadas                                              |

## Clasificadores coloquiales
En el habla coloquial de algunos dialectos, 倆 (liǎ) se usa, normalmente, en vez de 兩個 (liǎng ge); de esta forma adquiere la identidad de un clasificador que quiere decir "dos de (etc.)". Lo mismo pasa con 仨 (sā), que quiere decir "tres de (objeto)".

## Ejemplos
Código de coloresLos clasificadores aparecen en verde y los nombres en violeta.
- 去年我騎了一匹馬。

El año pasado monté un caballo.
- 這臺電視看了一次就壞了。

Este televisor se rompió tras encenderlo una vez.
- 我訂了這兩班車。

He reservado (dos billetes para) estos dos autobuses.
- 下完這陣雨我才會爬那座山。

Solo después de que haya pasado esta lluvia escalaré aquella montaña.
- 一根頭髮。

Un pelo, un pelo de cabello.
- 五分(鐘)。

Cinco minutos (periodo)
- 十天(時間)。

Diez días (periodo)
- 一百頭牛。

Cien toros, cien cabezas de ganado.
- 一個蘋果。

Una manzana.
- 一斤蘋果。

Una libra de manzanas.
- 一些蘋果。

Algunas manzanas, un grupo de manzanas.